# 復活!! The Timers
『復活!! The Timers』（ふっかつ!! ザ・タイマーズ）は、THE TIMERSのライブ・アルバム。1995年4月26日発売。

## 概要
1994年、活動再開したザ・タイマーズの日清パワーステーションでのシークレット・ライヴの模様を、『不死身のタイマーズ』とともに収録したアルバム。
当初発売はインディーズからを考えていたが、当時の所属レーベル・東芝EMIからの要請で、メジャーリリースとなった。本作から4日後発売の『不死身のタイマーズ』はインディーズからのリリースとなる。
阪神・淡路大震災のチャリティーシングルとして4月8日にリリースされた「サヨナラはしない」も収録。

## 収録曲
1. プロパガンダ
  - BGMで広沢虎造の「清水次郎長伝〜石松金比羅代参〜」が流れている。
2. タイマーズのテーマ
（作詞・作曲：Bobby Hart/Tommy Boyce　日本語詞：ZERRY & TOPPI）
3. 偽善者
（作詞・作曲：ZERRY）
4. 偉人のうた
（作詞・作曲：ZERRY）
5. ロックン仁義
（作詞・作曲：ZERRY）
6. 土木作業員ブルース
（作詞・作曲：TOPPI）
7. JOKE
（作詞・作曲：ZERRY & TOPPI）
8. 国民改正論 （『逃げ腰』という国の国民）
（作詞・作曲：ZERRY & TOPPI）
9. 国際化の時代
（作詞・作曲：ZERRY & TOPPI）
10. 覚醒剤音頭
（作詞・作曲：ZERRY & TOPPI）
11. 宗教ロック
（作詞・作曲：ZERRY & TOPPI）
12. イモ
（作詞・作曲：ZERRY）
13. タイマーズのテーマ （エンディング）
（作詞・作曲：Bobby Hart/Tommy Boyce　日本語詞：ZERRY & TOPPI）
14. まわりはワナ
（作詞・作曲：ZERRY & TOPPI）
15. サティスファクション
（作詞・作曲：Mick Jagger/Keith Richards　日本語詞：ZERRY & TOPPI）
16. サヨナラはしない
（作詞・作曲－ZERRY & TOPPI）
本曲のみスタジオ録音。
先行シングル曲で、阪神・淡路大震災のチャリティーシングルとして発売。
テレビ朝日『ステーションEYE』エンディングテーマ